# Itoman, Okinawa
Itoman (糸満市  Itoman-shi,  Okinawa:  'Ichuman) là một thành phố thuộc tỉnh Okinawa, Nhật Bản.